# ذخیره‌گاه گیم ال انگولو

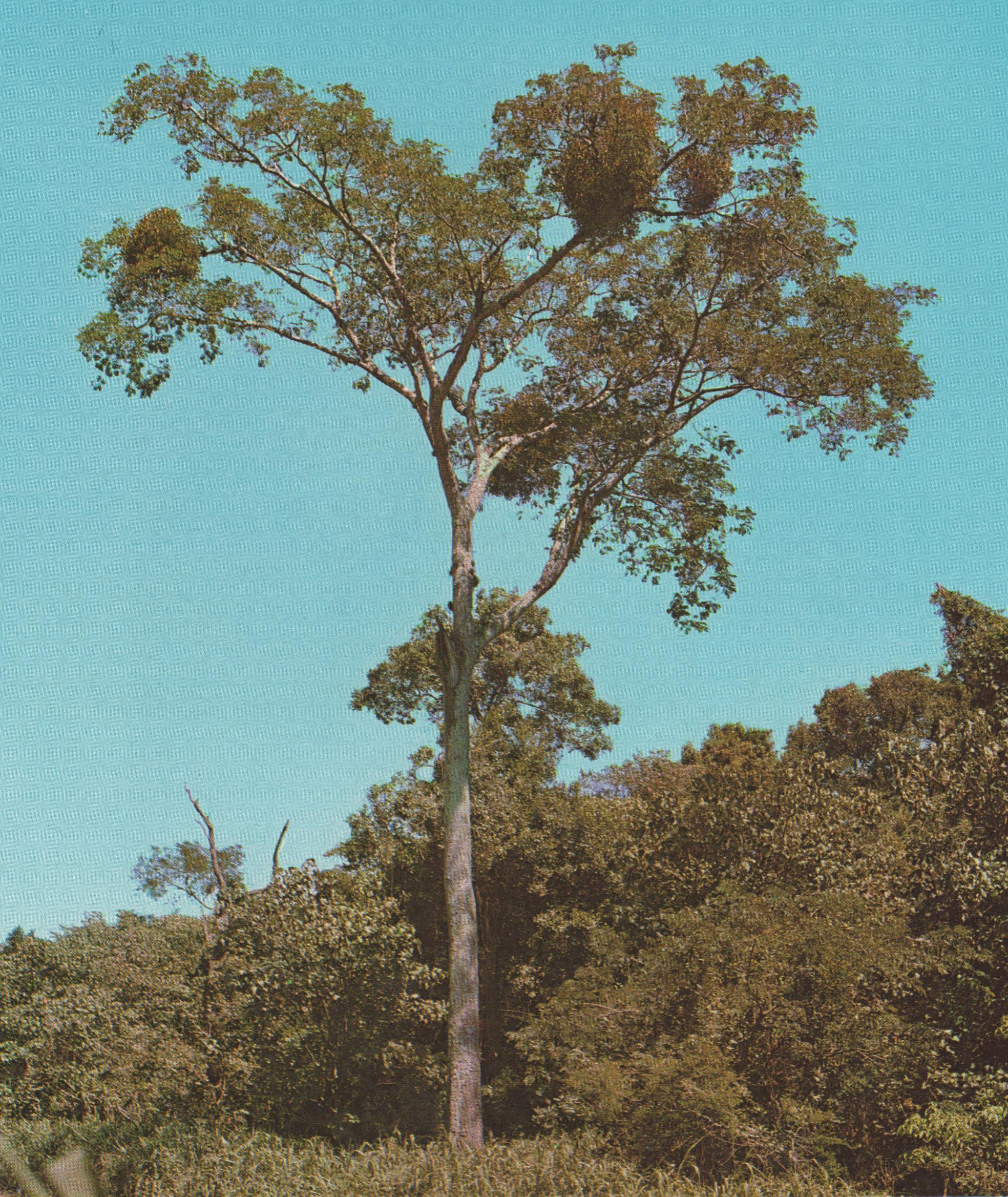
ذخیره گاه گیم ال انگولو

ذخیره‌گاه گیم ال انگولو (به اسپانیایی: Coto de caza El Angolo) یک منطقه حفاظت‌شده و [[]] در پرو است که در منطقه پیورا واقع شده‌است.